# Sibylle von Acerra

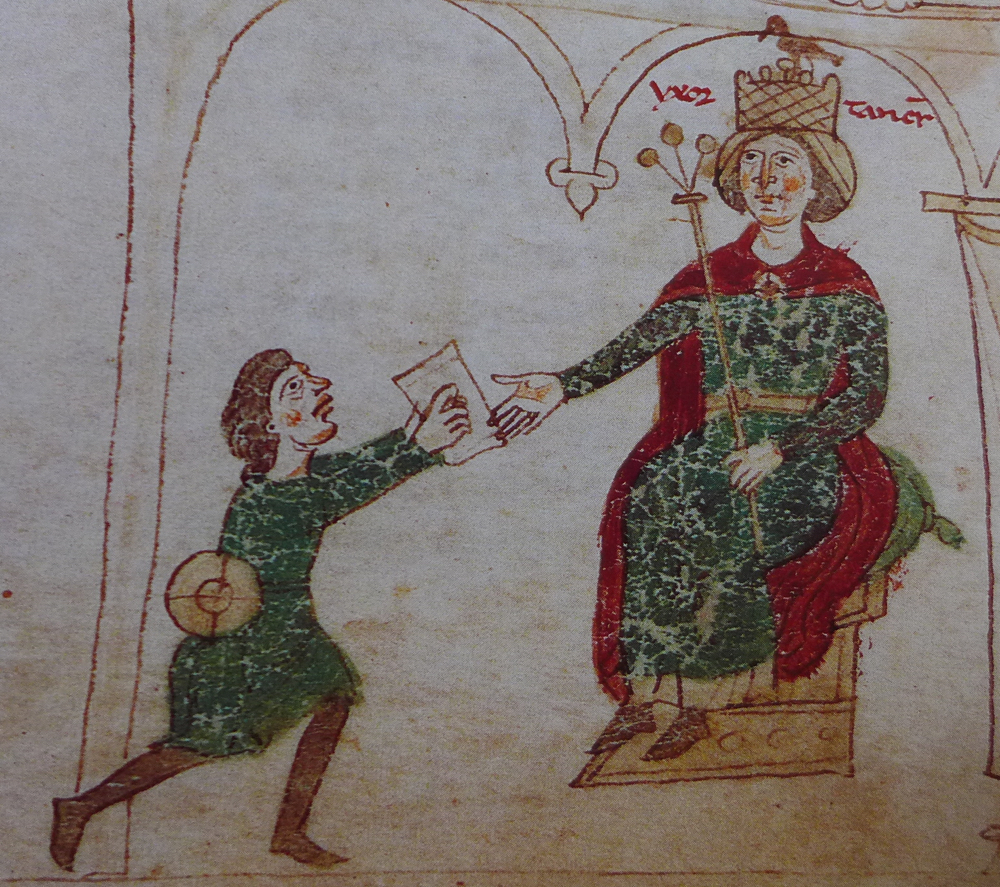
Sibylle von Acerra aus der Chronik des Petrus von Eboli mit einem Vogel auf der Krone.

Sibylle von Acerra (italienisch: Sibilla di Medania oder Sibilla di Acerra, 1153–1205) war Königin von Sizilien.
Sibylle war Tochter des Grafen Roger von Acerra. Ihr Bruder war Richard von Acerra. In ihrer Ehe mit Tankred von Lecce bekam sie zwei Söhne, Roger und Wilhelm, und mehrere Töchter. Nach Tankreds Thronbesteigung wurde sie Königin von Sizilien. 1193 starb ihr Sohn Roger und im Februar des folgenden Jahres Tankred. Daraufhin wurde sie Vormund ihres Sohnes Wilhelm.
Ihre Anhänger waren Richard von Aiello und dessen Bruder Nikolaus von Salerno. Im August 1194 marschierte Kaiser Heinrich VI. in Neapel ein und im November 1194 setzte er nach Sizilien über. Sibylle brachte Wilhelm in der Zitadelle von Caltabellotta in Sicherheit. Eine Verteidigung Palermos war ihr nicht möglich, da dessen Bürger Heinrich die Übergabe der Stadt anboten. In Kapitulationsverhandlungen erhielt sie von Heinrich VI. die Grafschaft Lecce und für Wilhelm das Fürstentum Tarent als Lehen. Sybille wohnte mit Wilhelm der Krönung Heinrichs zum König von Sizilien am 25. Dezember 1194 in der Kathedrale von Palermo bei. Am 29. Dezember 1194 wurde sie jedoch der Beteiligung an einer Verschwörung normannischer Adeliger bezichtigt und mit ihren Kindern gefangen genommen.
Wilhelm wurde degradiert, Konrad von Lützelhardt übergeben und auf die staufische Burg Alt-Ems (heute Hohenems in Vorarlberg) gebracht. Dort soll er misshandelt (geblendet) worden sein. Sein Todesdatum ist nicht überliefert, aus einigen Briefen des Papstes Coelestin III. lässt sich jedoch folgern, dass er wahrscheinlich 1198 starb.
Sibylle und ihre Töchter wurden im elsässischen Kloster Hohenburg inhaftiert, wo sie vier Jahre trotz Fürsprache von Papst Innozenz III. lebte. Erst um 1200 flüchteten sie und ihre Töchter nach Frankreich.